# Pastor

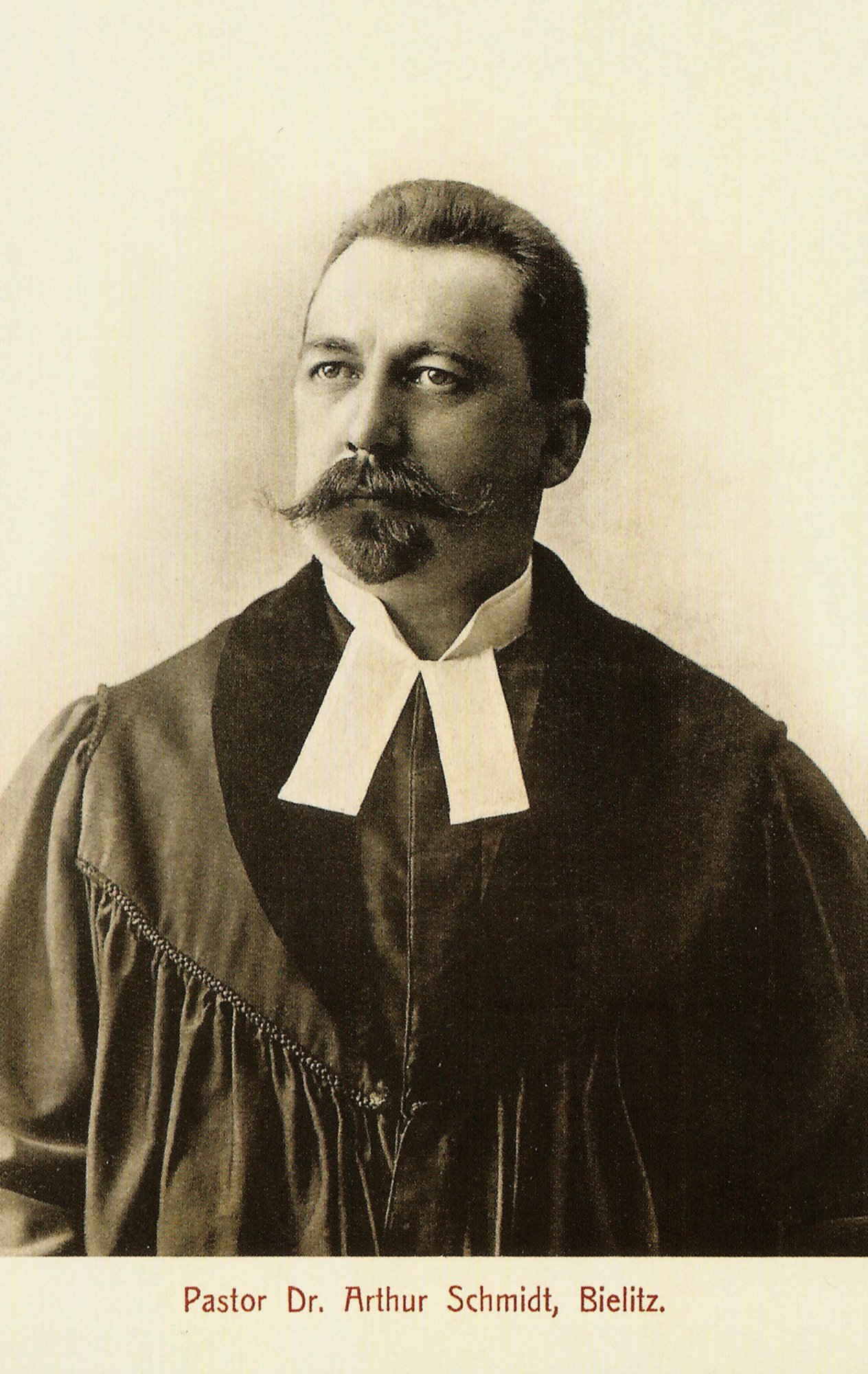
Ks. dr Arthur Schmidt (1866-1923) z Kościoła Ewangelicko-Augsburskiego w todze z befkami, proboszcz w Bielsku (1894-1923)

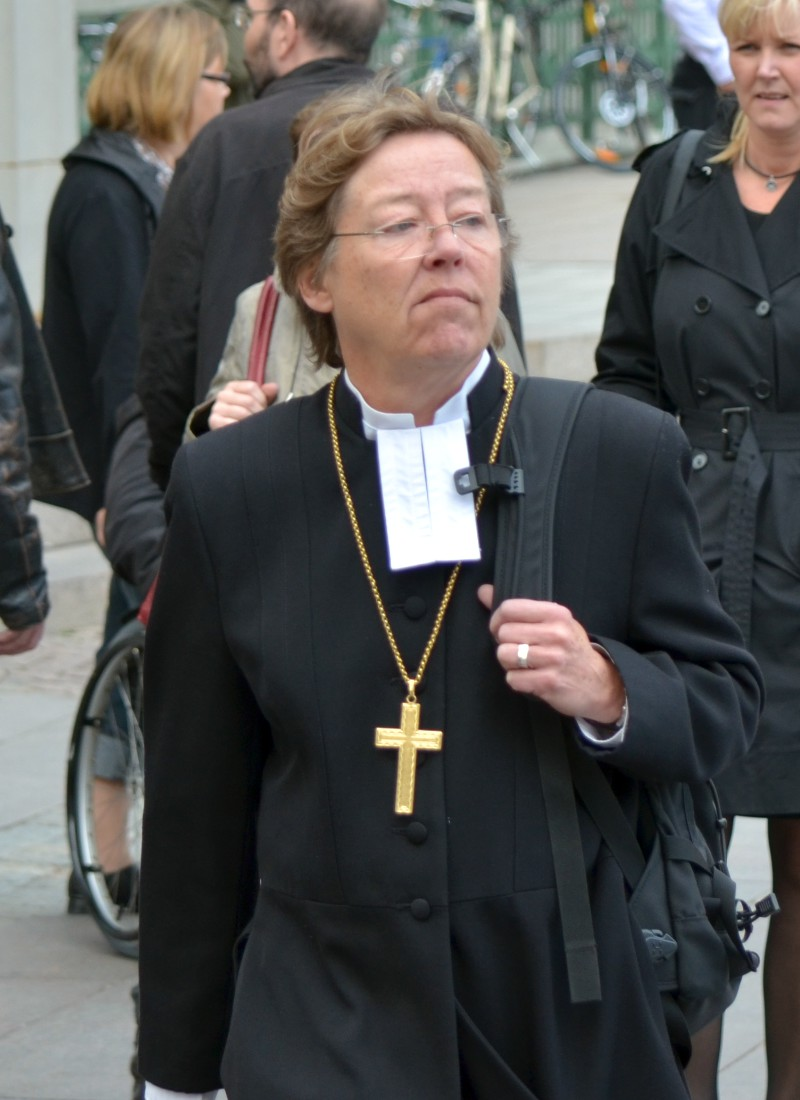
Pastor Kościoła Szwecji bp Eva Brunne

Pastor (łac. pastor – pasterz) – w Kościołach protestanckich duchowny, który pełni obowiązki duszpasterskie w zborze. Mianowany jest przez organy centralne danego Kościoła (np. synod, generalną konferencję), bądź jest powoływany przez kongregację wiernych (zbór) w drodze demokratycznego wyboru.

## Nazewnictwo
W dawnej Polsce pastor był nazywany także ministrem (łac. minister znaczy sługa).
Biblijne pochodzenie tytułu pastor było powodem uznania go na szerszą skalę wśród różnych protestantów, których wiąże zasada Sola scriptura. Tytuł ten został wymieniony w Liście do Efezjan Apostoła Pawła, co uznano za dowód stosowania tego tytułu w Kościele prachrześcijańskim.

I On ustanowił jednych apostołami, drugich prorokami, innych ewangelistami, a innych pasterzami (gr. ποιμένας; łac. pastor) i nauczycielami.
— List do Efezjan 4:11, Biblia warszawska

Z czasem używanie tytułu pastor w odniesieniu do protestanckiego duchownego stało się tradycją, zaś w wielu językach funkcjonuje zwrot grzecznościowy: Wielebny Pastorze lub Księże Pastorze.
W Kościele Ewangelicko-Augsburskim w Polsce używanie pojęcia „pastor” jako grzecznościowego zwrotu częściowo zanikło na rzecz „księdza” (zwroty „Proszę księdza”/„Księże...”); duchowni luterańscy nazywani byli w Polsce księżmi już w XVI wieku. Duchowni ewangeliccy częściej są nazywani pastorami przez katolików, niż przez samych współwyznawców.

## Strój urzędowy
Zwyczajowym strojem liturgicznym pastorów w Kościołach ewangelickich na terenie Niemiec, Polski i krajów środkowoeuropejskich jest czarna toga z białymi befkami oraz biret. Strój ten jest używany od roku 1811 na mocy dekretu króla pruskiego Fryderyka Wilhelma III.
Dodatkowo w Polsce, w Czechach na Słowacji i na południu Niemiec (Wirtembergia) luterańscy pastorzy ewangeliccy używają białą komżę tzw. „albę silesiana”, czyli „albę śląską”, zakładaną na czarną togę. Komża ta jest używana od czasów reformacji w Księstwie Cieszyńskim. Na Słowacji i na południu Niemiec (Wirtembergia) „alba śląska” jest używana w formie białej „rokiety”.
Drugim strojem liturgicznym, używanym przez pastorów ewangelickich w Polsce jest biała lub kremowa alba sięgająca do kostek, kroju skandynawskiego, ze stułą w kolorze liturgicznym odpowiadającym niedzieli lub świętu roku kościelnego.
W Kościołach ewangelickich w Skandynawii strojem liturgicznym pastorów, podobnie jak księży rzymskokatolickich jest biała alba, stuła i ornat.
W ewangelikalnych Kościołach protestanckich pastorzy w trakcie czynności wykonywanych podczas nabożeństwa najczęściej noszą „świeckie” garnitury z krawatami lub koloratkami.

## Ukazanie w dziełach kultury
W literaturze
- Henrik Ibsen – Brand (1886)
- Erskine Caldwell – Sługa Boży (1935)
- Karol Ludwik Koniński – Straszny czwartek w domu pastora (1939), Dalsze losy pastora Hubiny (1943)[3]
- Marilynne Robinson, Gilead (2004)

W filmie
- Samotność we dwoje (Polska, 1968) – postać pastora Hubiny zagrał Mieczysław Voit
- Lokis. Rękopis profesora Wittembacha (Polska, 1970) – w rolę pastora Wittembacha wcielił się Edmund Fetting
- Żona pastora (Stany Zjednoczone, 1996) – postać pastora Dudleya zagrał Denzel Washington

W serialu
- Siódme niebo (Stany Zjednoczone, 1996–2007) – postać pastora Erica Camdena zagrał Stephen Collins
- Zdobywcy serc (oryg. Herzensbrecher – Vater von vier Söhnen) (Niemcy, 2013–2016) – postać pastora Andreasa Tabariusa zagrał Simon Böer
- Grantchester (Wielka Brytania, 2014)
- Herrens Veje (Dania, 2017) - postacie pastorów: Johanna i jego syna Augusta w Danii[4]